# Cryptoderma
Cryptoderma är ett släkte av skalbaggar. Cryptoderma ingår i familjen Dryophthoridae.

## Dottertaxa tillCryptoderma, i alfabetisk ordning[1]
- Cryptoderma andreae
- Cryptoderma brevipenne
- Cryptoderma collare
- Cryptoderma convexum
- Cryptoderma discors
- Cryptoderma drescheri
- Cryptoderma fabricii
- Cryptoderma formosense
- Cryptoderma fortunei
- Cryptoderma fractisignum
- Cryptoderma grande
- Cryptoderma hydropicum
- Cryptoderma inchoatum
- Cryptoderma knapperti
- Cryptoderma laterale
- Cryptoderma lobatum
- Cryptoderma longicolle
- Cryptoderma mac-gillavryi
- Cryptoderma mangyanum
- Cryptoderma maximum
- Cryptoderma perakense
- Cryptoderma philippinense
- Cryptoderma plicatipenne
- Cryptoderma regulare
- Cryptoderma rivulosum
- Cryptoderma sancti-andreae
- Cryptoderma suturale